# Constitution des Kiribati
Pour un article plus général, voir Politique aux Kiribati.
Lire en ligne

Consulter

La constitution des Kiribati est la loi fondamentale des Kiribati. Adoptée en 1979, et promulguée pour l'indépendance du 12 juillet 1979, elle a connu plusieurs amendements, dont un mineur datant de 1995 et deux plus importants qui sont de 2016 et de 2018. Elle adopte un régime parlementaire où le président, également chef du gouvernement, est élu au scrutin universel direct, parmi trois ou quatre députés de la Maneaba ni Maungatabu. Elle garantit les droits fondamentaux et les libertés individuelles. Un chapitre particulier de la constitution est consacré aux droits des descendants des habitants de Banaba, réinstallés aux Fidji en 1945 et qui conservent leur nationalité gilbertine et un représentant désigné au parlement.
Les deux premiers chapitres de la constitution instaurent une république souveraine (alors que la plupart des anciennes colonies britanniques, devenues membres du Commonwealth, ont opté pour un royaume comme les voisines Tuvalu) tandis que le second chapitre garantit la protection des droits fondamentaux et la liberté individuelle.

## Sources

## Compléments